# Rutschwil
Rutschwil är en ort i kommunen Dägerlen i kantonen Zürich i Schweiz. Den är kommunens huvudort och ligger cirka 6,5 kilometer norr om Winterthur. Orten har 326 invånare (2022).